# アサインメントウィンドウ
アサインメントウィンドウ（英: Assignment Window,AW）は、IPアドレスレジストラがIPアドレスを配布する際に不公平の無いように定めた取り決めのことである。

## 概要

### IPv4
- RFC2050
- RIPEのAW
- APNICのAW

### IPv6
LIR（英: Local Internet Registry,LIR）で決める.
- RIPEのAW
- APNICのAW